# Pterolophia basileensis
Pterolophia basileensis là một loài bọ cánh cứng trong họ Cerambycidae.